# Porsica acarodes
Porsica acarodes är en fjärilsart som beskrevs av Turner 1903. Porsica acarodes ingår i släktet Porsica och familjen tandspinnare. Inga underarter finns listade i Catalogue of Life.